# 尼克·吉布
尼古拉斯·約翰·吉布爵士（英語：Sir Nicolas John Gibb，1960年9月3日—），是一位英格蘭政治人物，他的黨籍是保守黨。自1997年開始，他擔任博格諾里吉斯和利特爾漢普頓選區選出的英國下議院議員。他在2015年出櫃。
1997年當選國會議員後便經歷13年的在野政治生涯，曾先後被施志安、迈克尔·霍华德、戴维·卡梅伦委任至官方反對黨前座任職。自保守黨於2010年上台執政至今，他已在教育部擔任國務大臣逾八年、任內經歷兩次首相更替。